# ترونا
ترونا  (به انگلیسی: Trona) با فرمول شیمیایی Na3H[CO3]2.H2O از مجموعه کانی هاست و محلول درآب-دارای لومینسانس گاهی سفید و آبی کلمه اختصاری یک اصطلاح از ریشه عربی (Natron) است. در اسید می‌جوشد. محلول درآب Na2O:۴۱٫۱۴٪ CO۲:۳۸٫۹۴٪ H2O:۱۹٫۹۲٪ برای اولین بار در آمریکا کشف شد و از نظر شکل بلور: منشوری کوتاه، رنگ: خاکستری - متمایل به زرد - سفید، شفافیت: نیمه شفاف، شکستگی: نیمه صدفی - نامنظم، جلا: شیشه ای، رخ: کامل- مطابق با، سیستم تبلور: مونوکلینیک و در رده‌بندی کربنات است و منشأ تشکیل آن دریاچه‌های شور است.
همایند کانی‌شناسی (پارانژ) آن - ناترون- هالیت- تناردیت و غیره است
کاربرد آن: در مصر برای ساختمان مصرف می‌شود.، از نظر ژیزمان بلوری - آگرگاتهای رشته‌ای و متراکم - پوسته‌ای - قشری فراوان است و بیشتر در دریاچه‌های شور، تبت، ایران، سودان، آمریکا یافت می‌شود.